# Platåskor

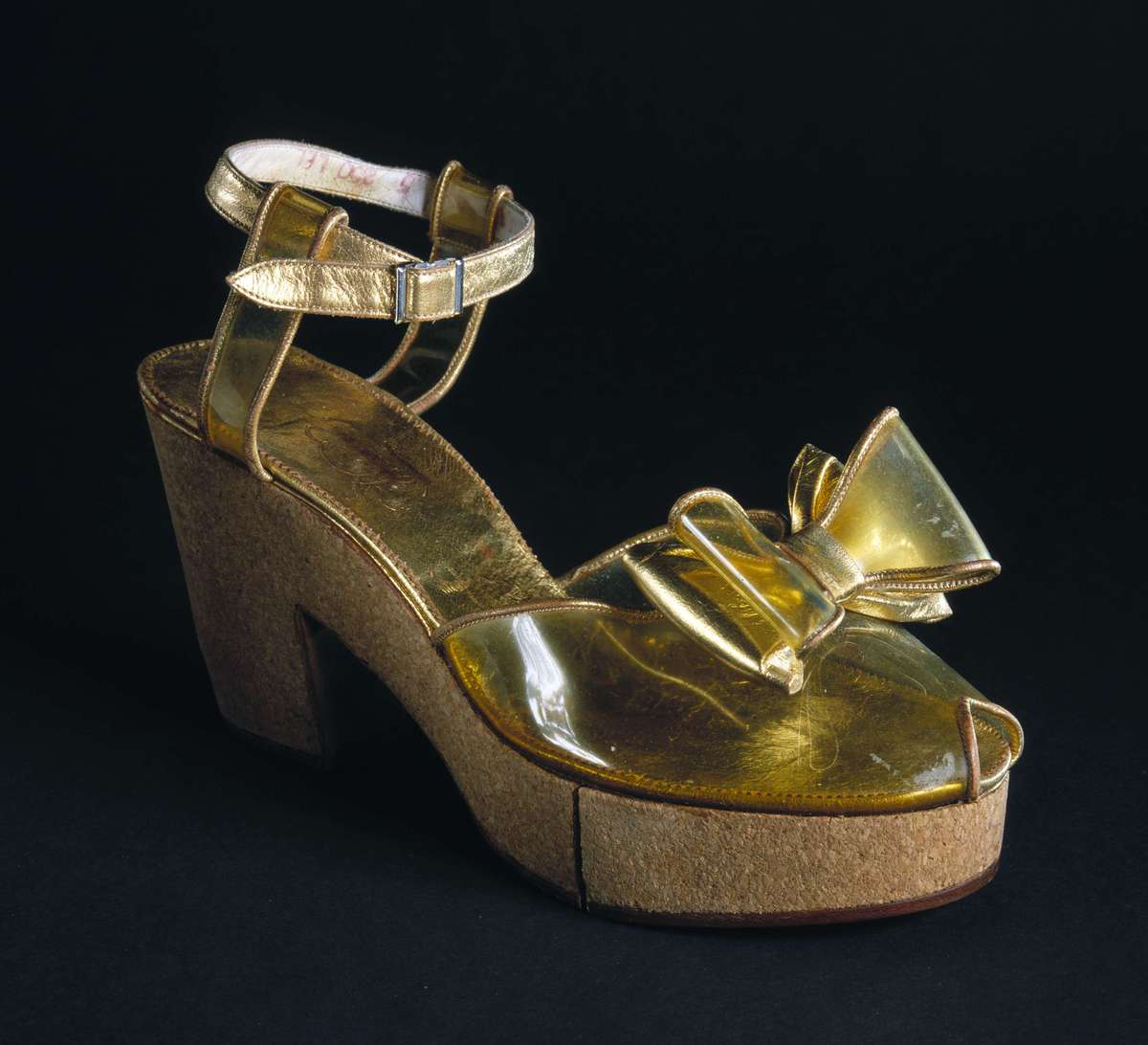
Platåsko med korksula och plastdetaljer

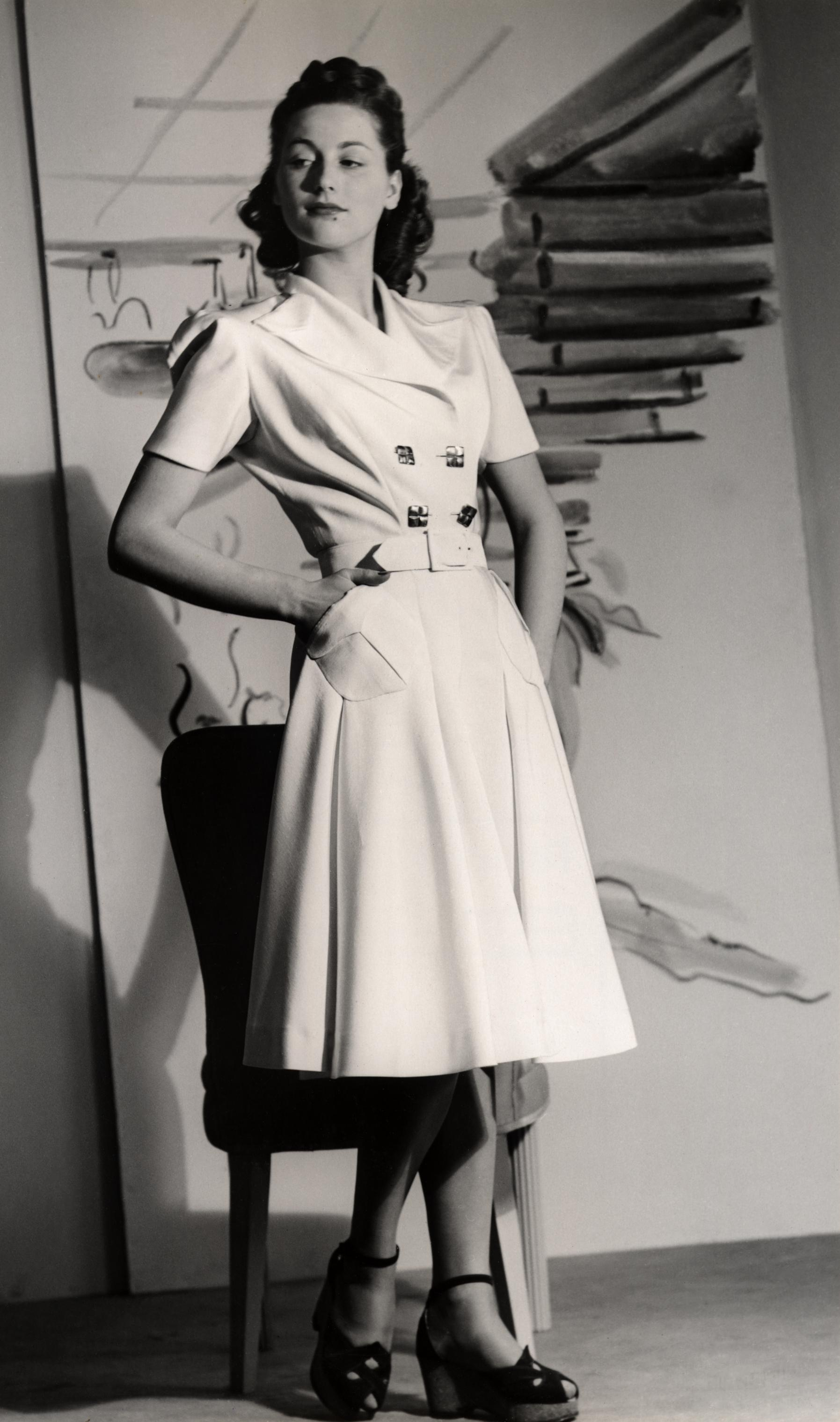
NK-modell visar platåskor med korksula, 1940-tal.

Platåskor, skor med så tjock sula att foten befinner sig på en "platå" en bit ovanför marken. Sulan kan även vara kombinerad med en ännu högre klack. Även stövlar kan ha platåsula, de kallas då följaktligen platåstövlar.

## Historik

### 1900-talet
Platåskornas historia sträcker sig tillbaka till antiken, där så kallade koturner (kóthornos) syns i avbildningar av vinguden Dionysos inom den grekiska mytologin. Skor med breda klackar eller kilklackar var särskilt populärt under slutet av 1930-talet och en bit in på 1940-talet. Modet föreskrev en bekvämare bredare sko. Materialen som användes var på grund av ransonering av läder och andra klassiska skomaterial hänvisade till nya innovationer. Exempel på dessa material som kunde användas var tyg, papp, fiskfjäll, kork, trä och nymodigheten plast. Ett typiskt exempel på hur en sådan sko gjord av alternativa material kunde se ut är sandaletten till höger tillverkad under 1940-talets senare hälft på Hästens Skofabrik i Uppsala. Genomskinlig plast hörde samman med exponerad solbränd hud, som var idealet under denna period. Exempel på en stor skodesigner vars skomodeller fick en bred spridning under 1930–1940-talet är Salvatore Ferragamo.
Platåskor var moderna under 1970-talet för såväl kvinnor som män och återkom också kortvarigt i modet på 1990-talet.
Platåskor är populärt i Japan i Gothic Lolita- och/eller Gothic Aristocrat-modet. Både män och kvinnor använder dessa.